# Okno (obwód iwanofrankiwski)
Okno (ukr. Вікно) – wieś na Ukrainie, w rejonie horodeńskim obwodu iwanofrankiwskiego.
Znajduje się tu przystanek kolejowy Okno, położony na linii Kołomyja – Stefaneszty. 
W II Rzeczypospolitej wieś  w powiecie horodeńskim województwa stanisławowskiego. W latach 1943–1944 nacjonaliści ukraińscy z OUN-UPA zamordowali tutaj 11 Polaków.

## Dwór
- skromny dwór wybudowany w 1816 przez Udalryka Mikołaja Cieńskiego, przebudowywany w XIX wieku. Przy dworze był park krajobrazowy[2]
- kaplica Cieńskich

## Ludzie urodzeni we wsi
- Stanisław Cieński[3] – do Rady Państwa z okręgu Stanisławów–Bohorodczany–Tłumacz–Buczacz VII kadencji[4]
- Tadeusz Cieński[5] – polityk galicyjski, prawnik, ziemianin, hodowca koni. Zięć hr. Włodzimierza Dzieduszyckiego.
- Julian Tarnawski (1908–1940), sędzia grodzki, porucznik piechoty rezerwy Wojska Polskiego, zamordowany w Katyniu